# Bléone
Bléone é um rio localizado na França.